# Barbican à narines emplumées
Gymnobucco peli
Espèce
Statut de conservation UICN

 LC  : Préoccupation mineure
Le Barbican à narines emplumées (Gymnobucco peli) est une espèce d'oiseaux appartenant à la famille des Lybiidae.
Son aire s'étend à travers la façade du golfe de Guinée.